# Louis-Michel van Loo

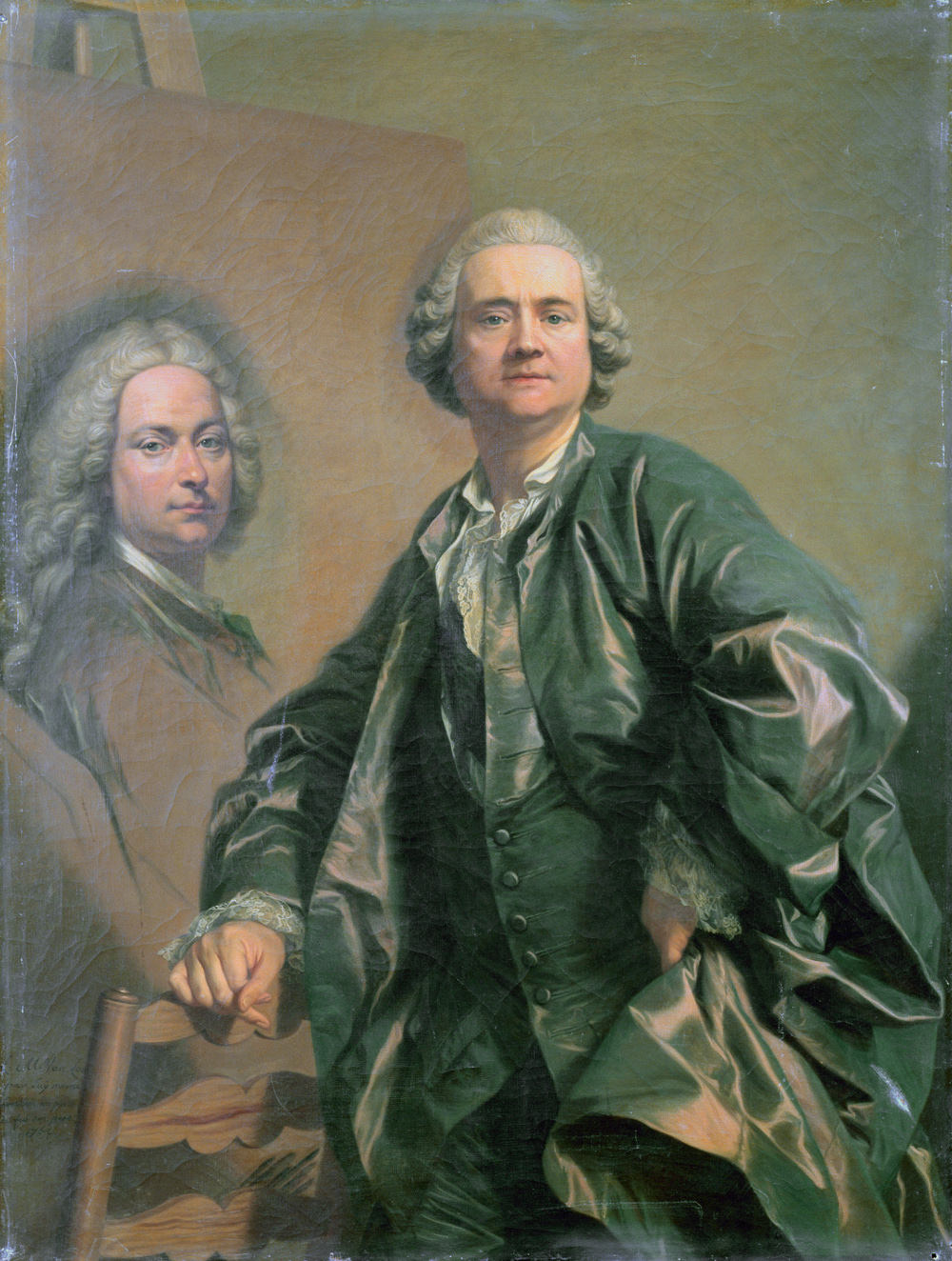
Louis-Michel van Loo: Selbstporträt, während er seinen Vater Jean-Baptiste malt - 1762 - Musée national du château de Versailles

Louis-Michel van Loo (* 2. März 1707 in Toulon; † 20. März 1771 in Paris) war ein französischer Porträtmaler des Rokoko.

## Leben
Louis-Michel van Loo war der Sohn des Malers Jean-Baptiste van Loo, bei dem er in Turin und Rom studierte. Er besuchte außerdem die königlich französische Akademie der Künste in Paris, an der er 1726 den Ersten Preis in Malerei gewann. 1728 ging er mit seinem Onkel Charles-André van Loo wieder nach Rom, in Begleitung seines Bruders François. Dort lernte er François Boucher kennen. 1732 ging er über Turin, wo er Porträts der herzoglichen Familie (Herzog und Herzogin von Savoyen) malte, zurück nach Paris. In Paris wurde er in die französische Akademie der Künste gewählt, an der er 1735 Hilfslehrer wurde. 1737 wurde er Hofmaler bei König Philipp V. in Madrid als Nachfolger von Jean Ranc. Der König hatte Hyacinthe Rigaud um Vorschläge für die Nachfolge gebeten, und dieser hatte van Loo empfohlen. Dort war er auch als Lehrer aktiv und war 1752 einer der Gründungsmitglieder der Akademie der Künste (Real Academia de Bellas Artes de San Fernando). 1753 ging er wieder nach Paris, wo er ebenfalls für den Hof arbeitete und viele Porträts von Ludwig XV. malte. 1765 war er der Nachfolger seines Onkels Charles-André als Direktor der École Royale des Élèves Protégés der französischen Akademie der Künste.
Zu den von ihm Porträtierten gehören der Marquês de Pombal, der Marquis de Sade und Denis Diderot.
Auch seine Brüder François van Loo (1708–1732) und Charles-Amédée-Philippe van Loo (1719–1795) waren Maler.

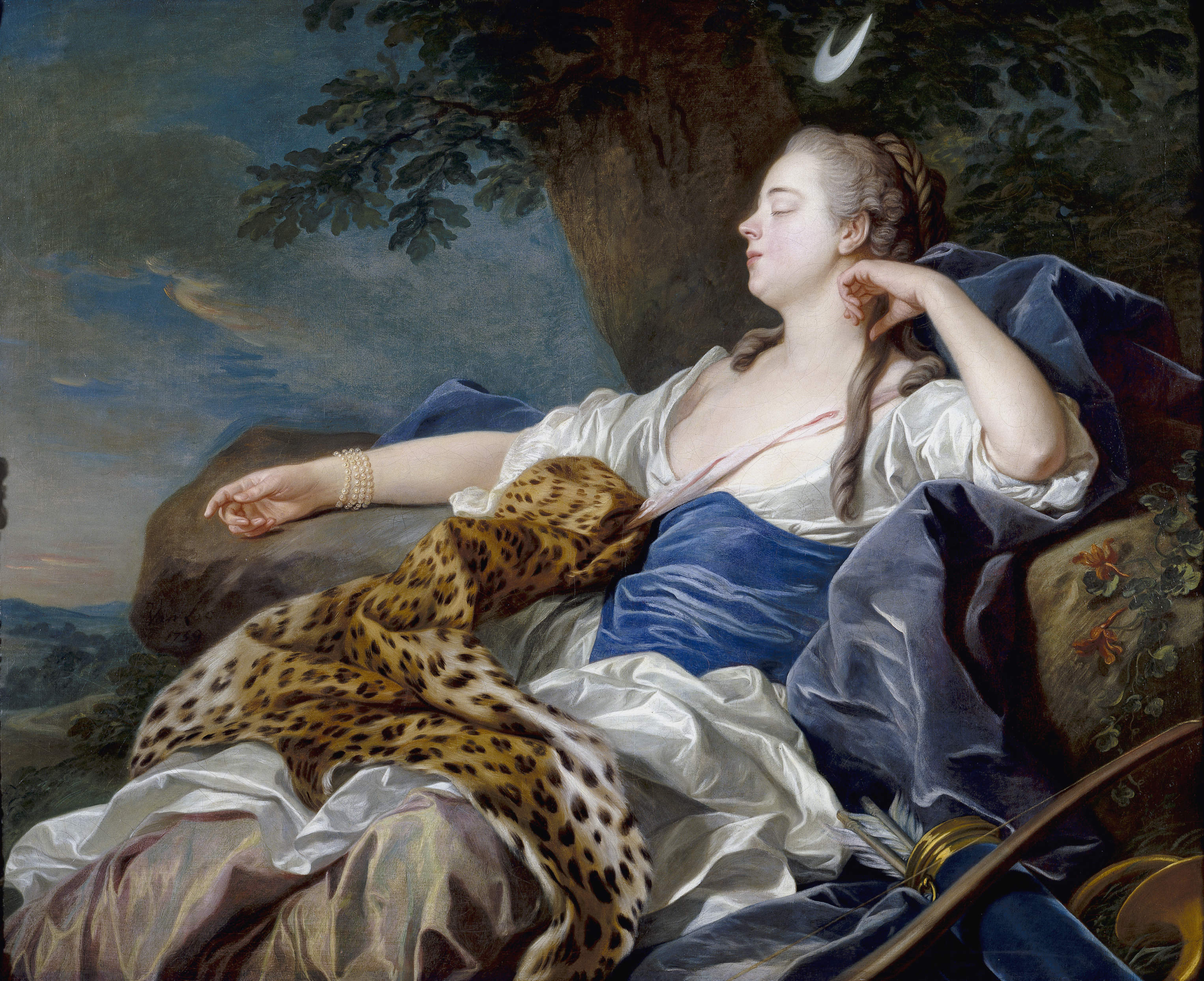
Die Göttin Diana auf der Rast, 1739, Museo del Prado.
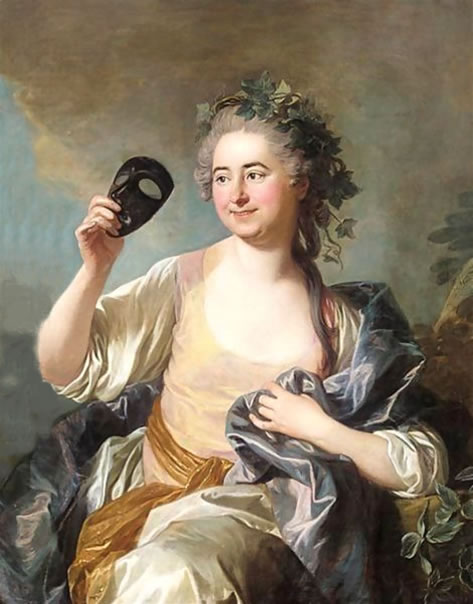
Thalia, Muse der Komödie

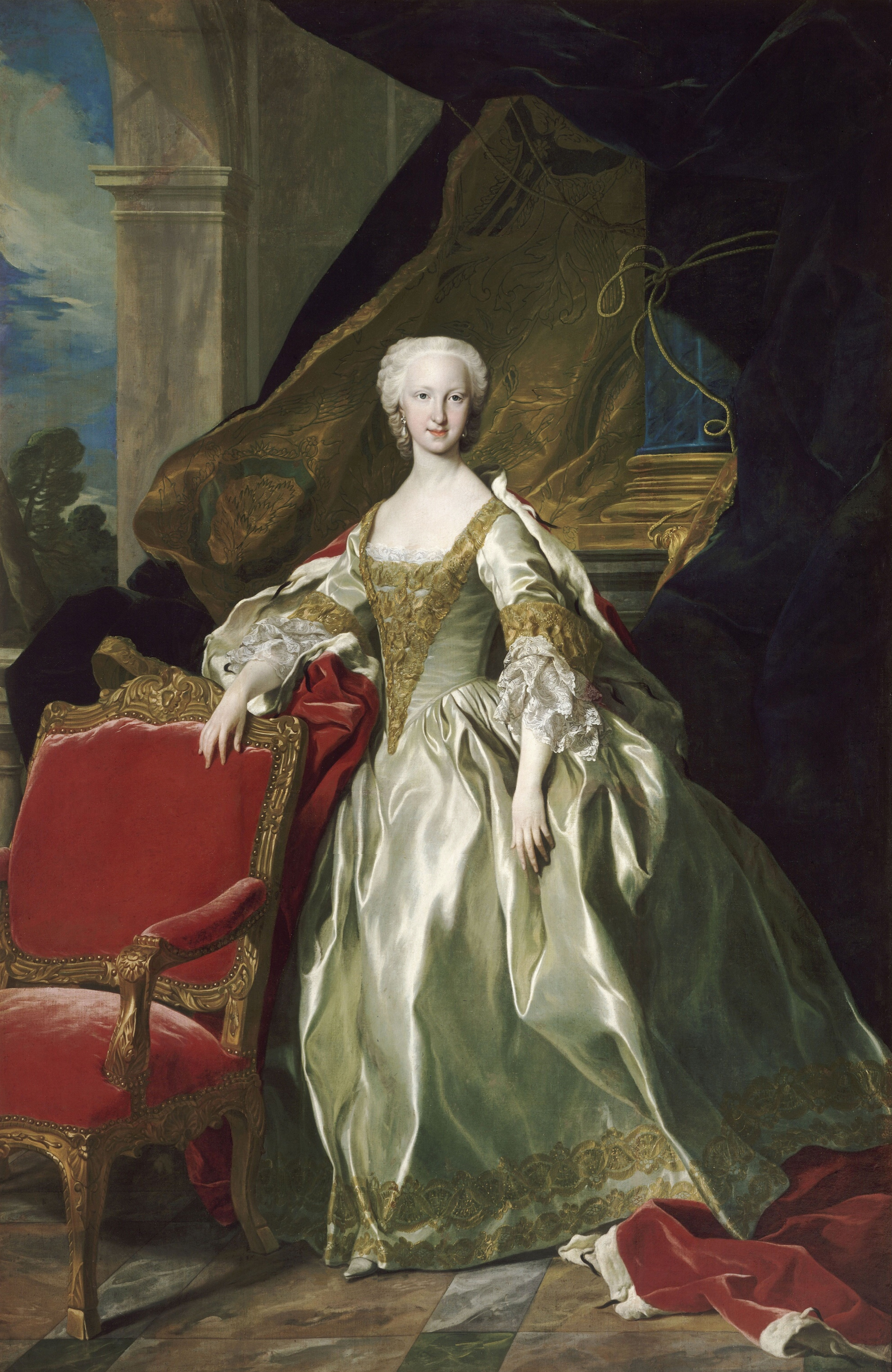
Die Infantin María Teresa Rafaela von Spanien, zukünftige Dauphine von Frankreich.
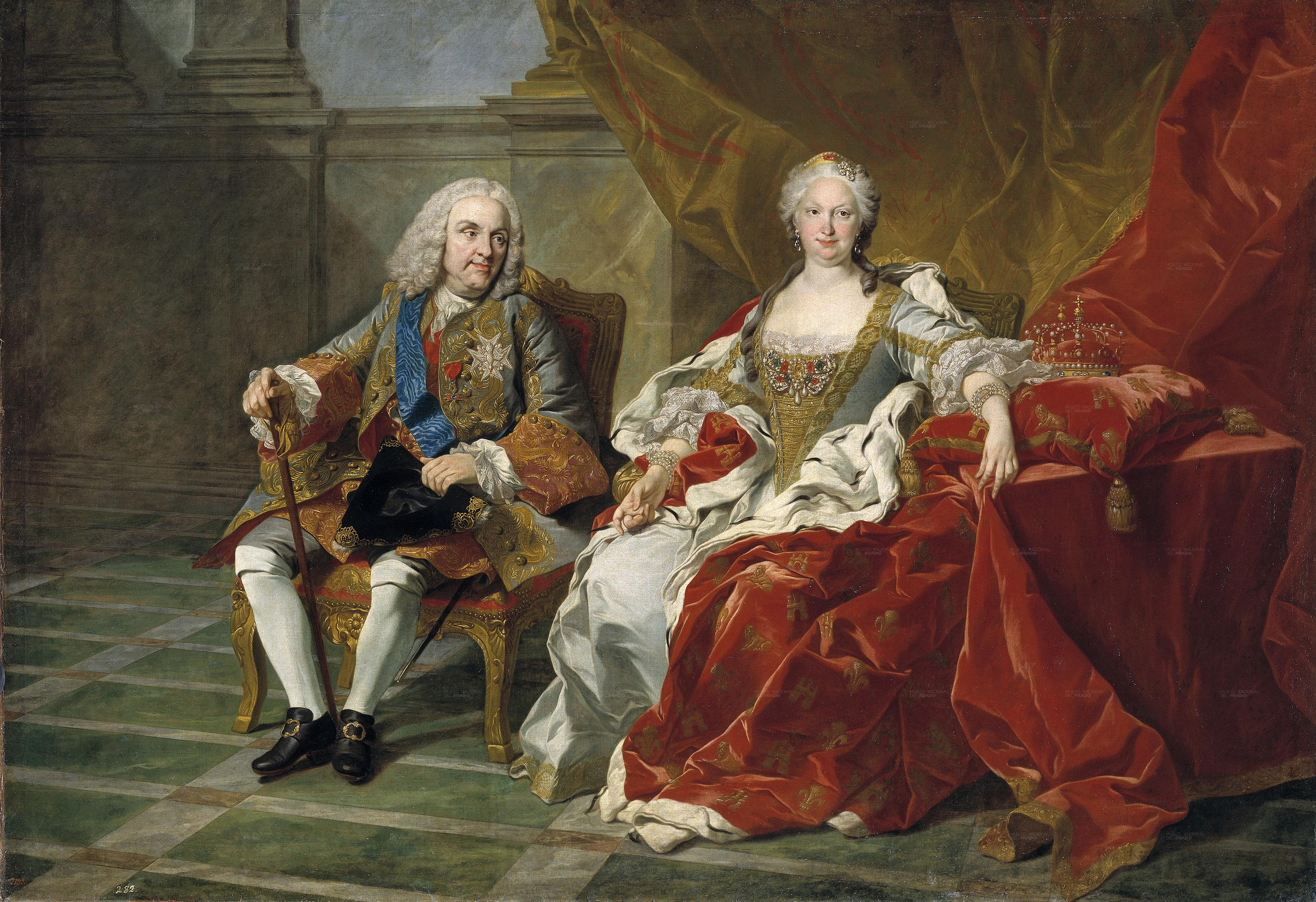
Philipp V. von Spanien und Isabella Farnese, 1743, Museo del Prado.
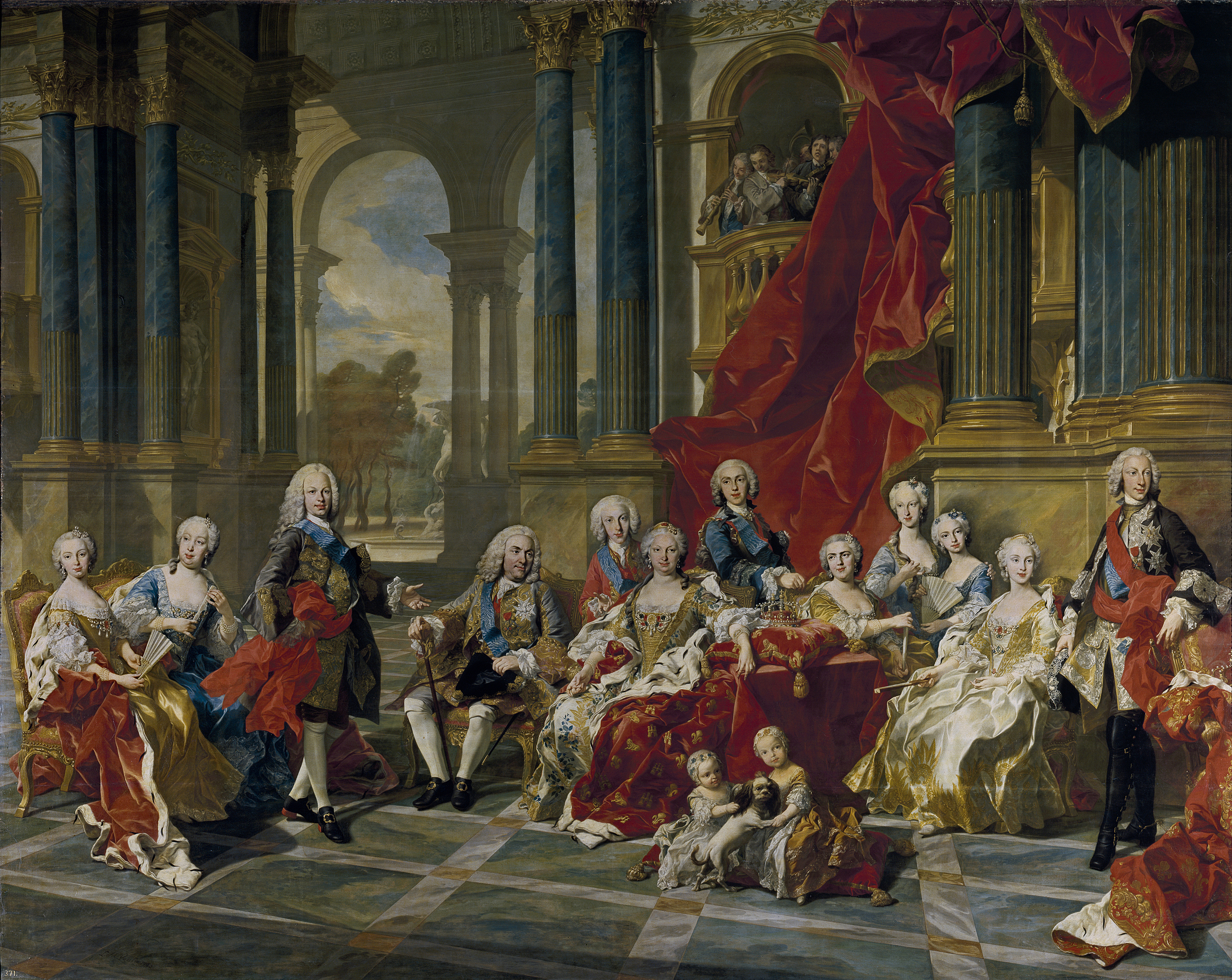
Die Familie Philips V. von Spanien, 1743, Museo del Prado.
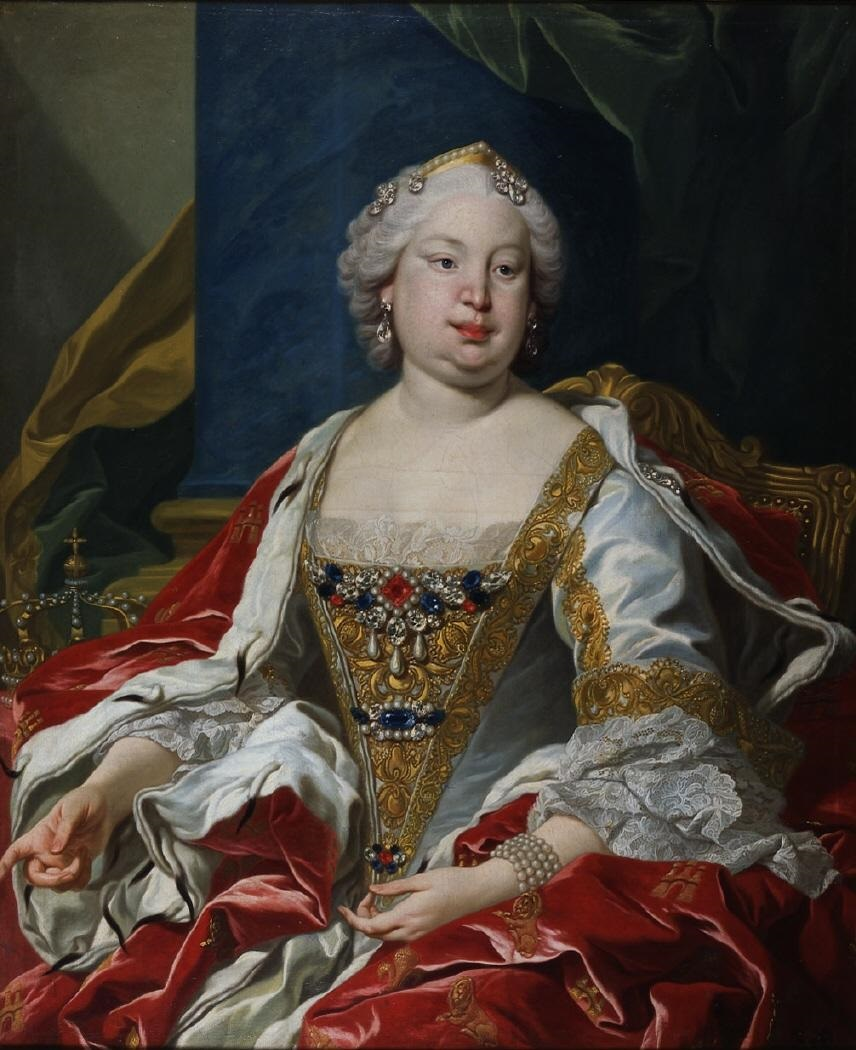
Maria Barbara de Bragança als Königin von Spanien, Real Academia de Bellas Artes de San Fernando.
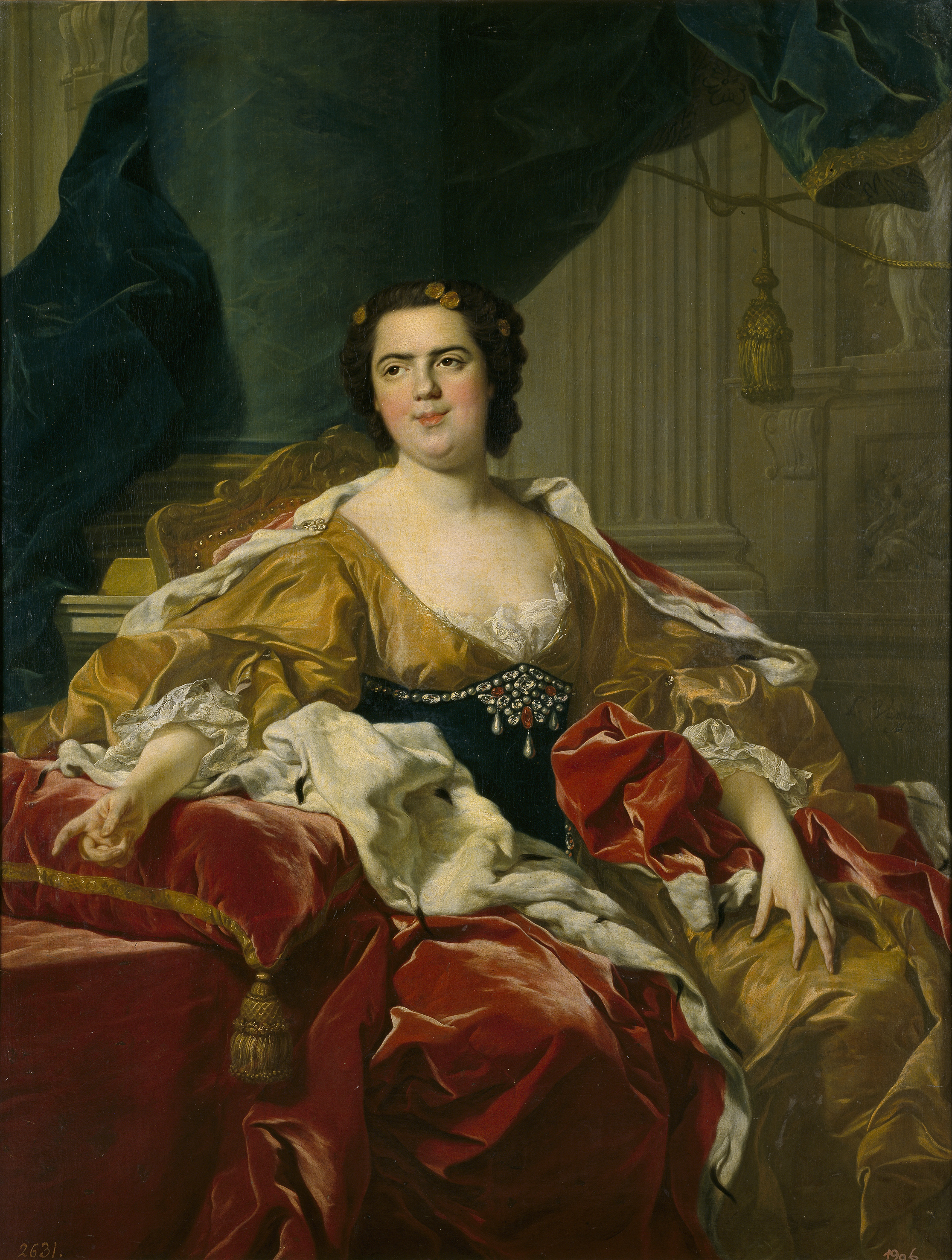
Louise-Élisabeth von Frankreich,  Gemahlin des Infanten Philipp von Spanien, 1745.
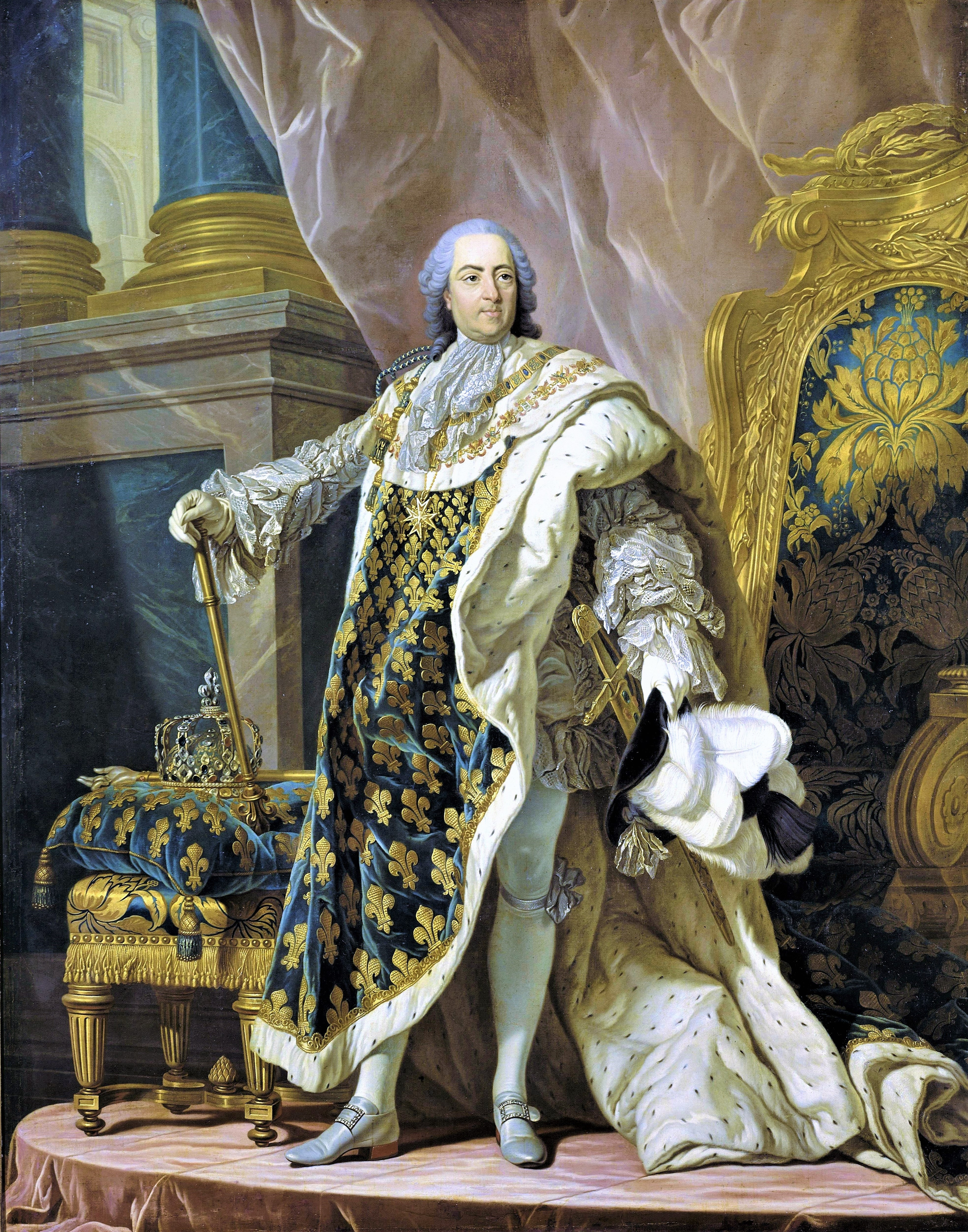
Ludwig XV., König von Frankreich und Navarra, 1760, Versailles.
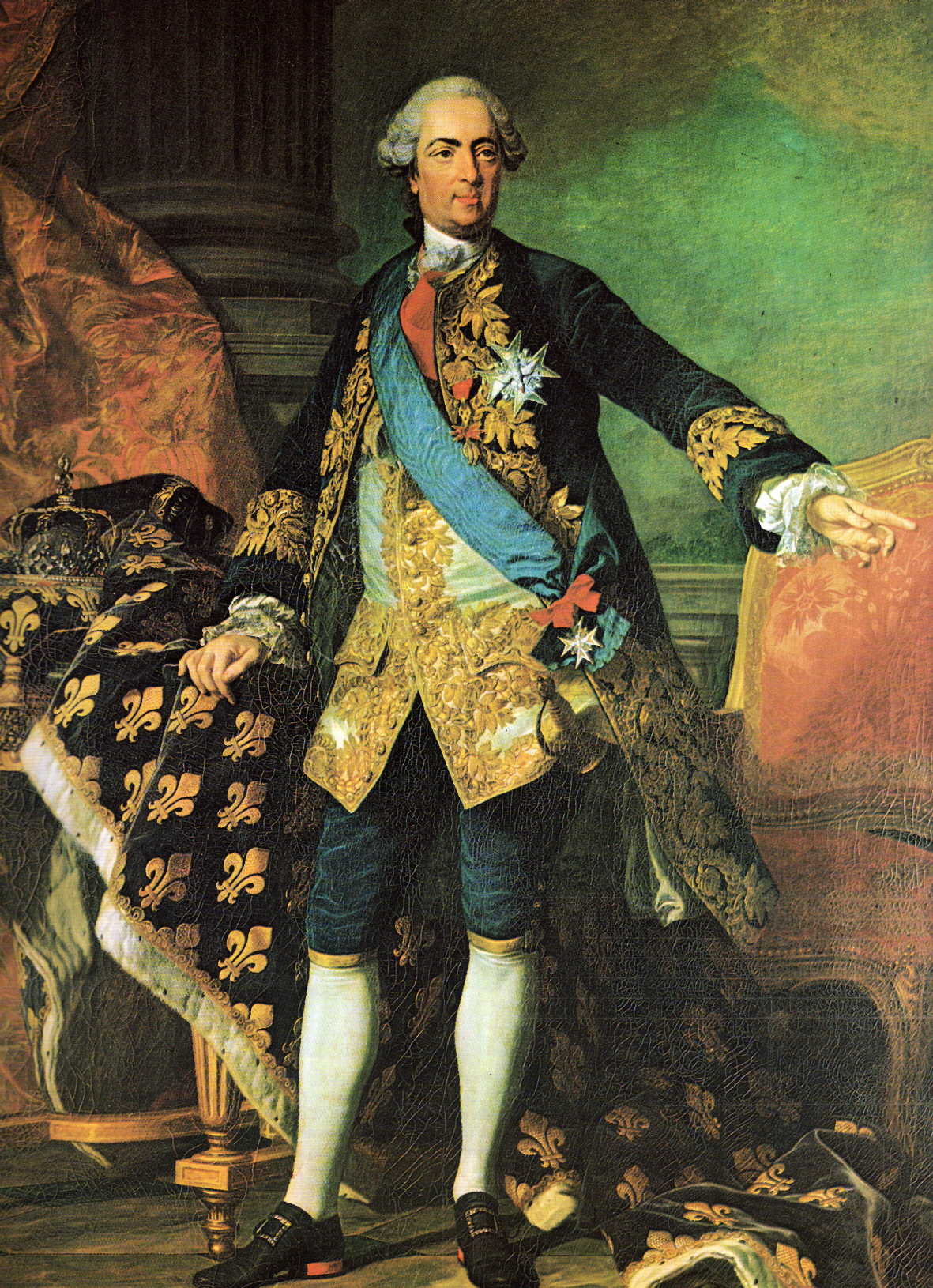
Ludwig XV. König von Frankreich und Navarra, 1763.
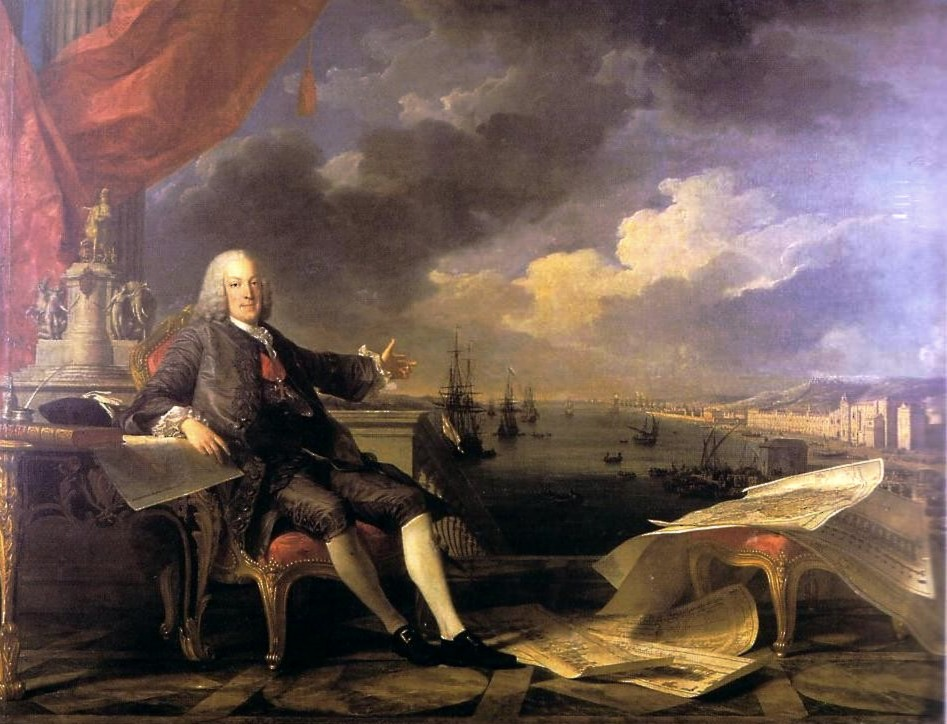
Louis-Michel van Loo und Claude Joseph Vernet: Der Marquês de Pombal, die Jesuiten vertreibend, 1766.
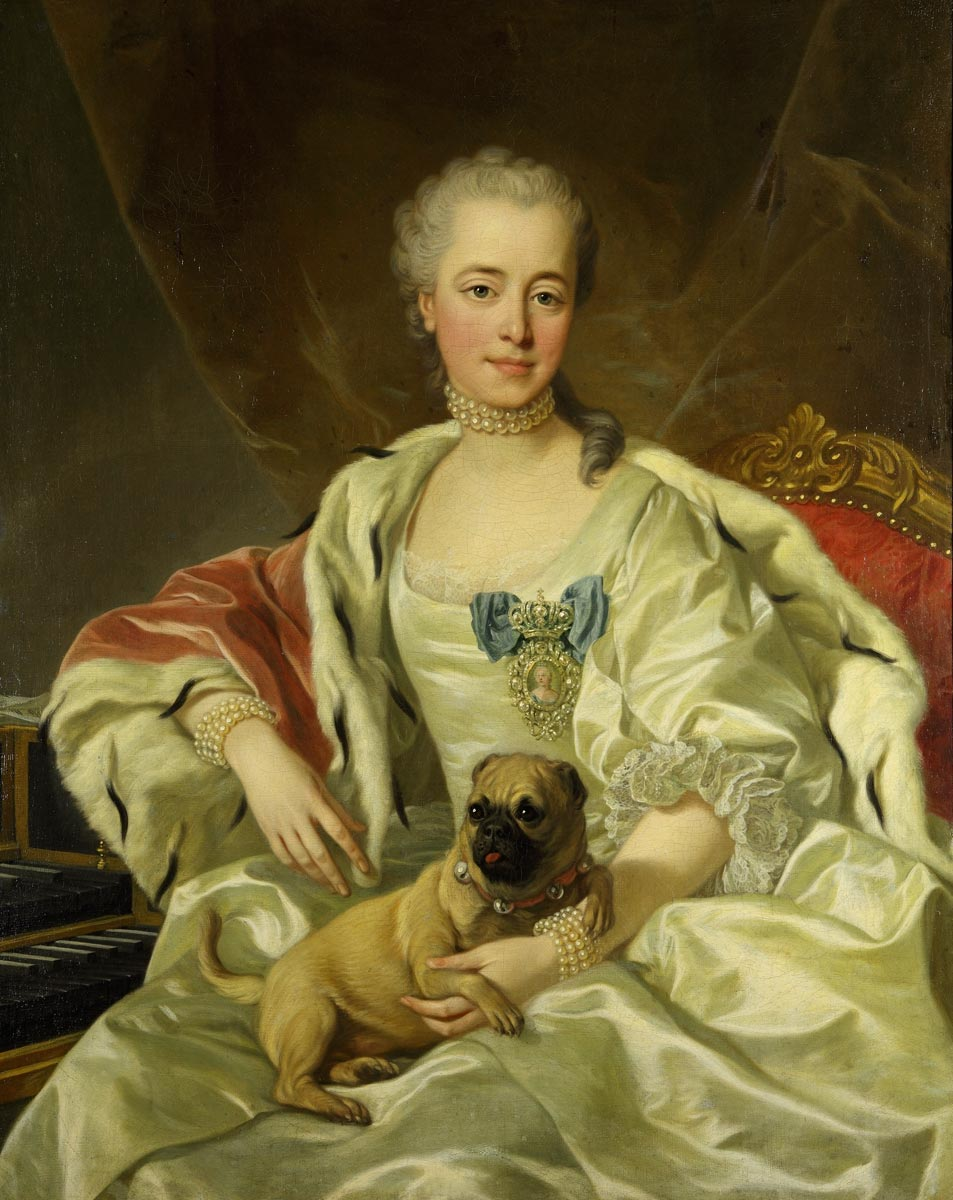
Ekaterina Dmitrievna Golizyna, geb. Cantemir (1759), Frau von D. M. Golizyn, Puschkin-Museum.
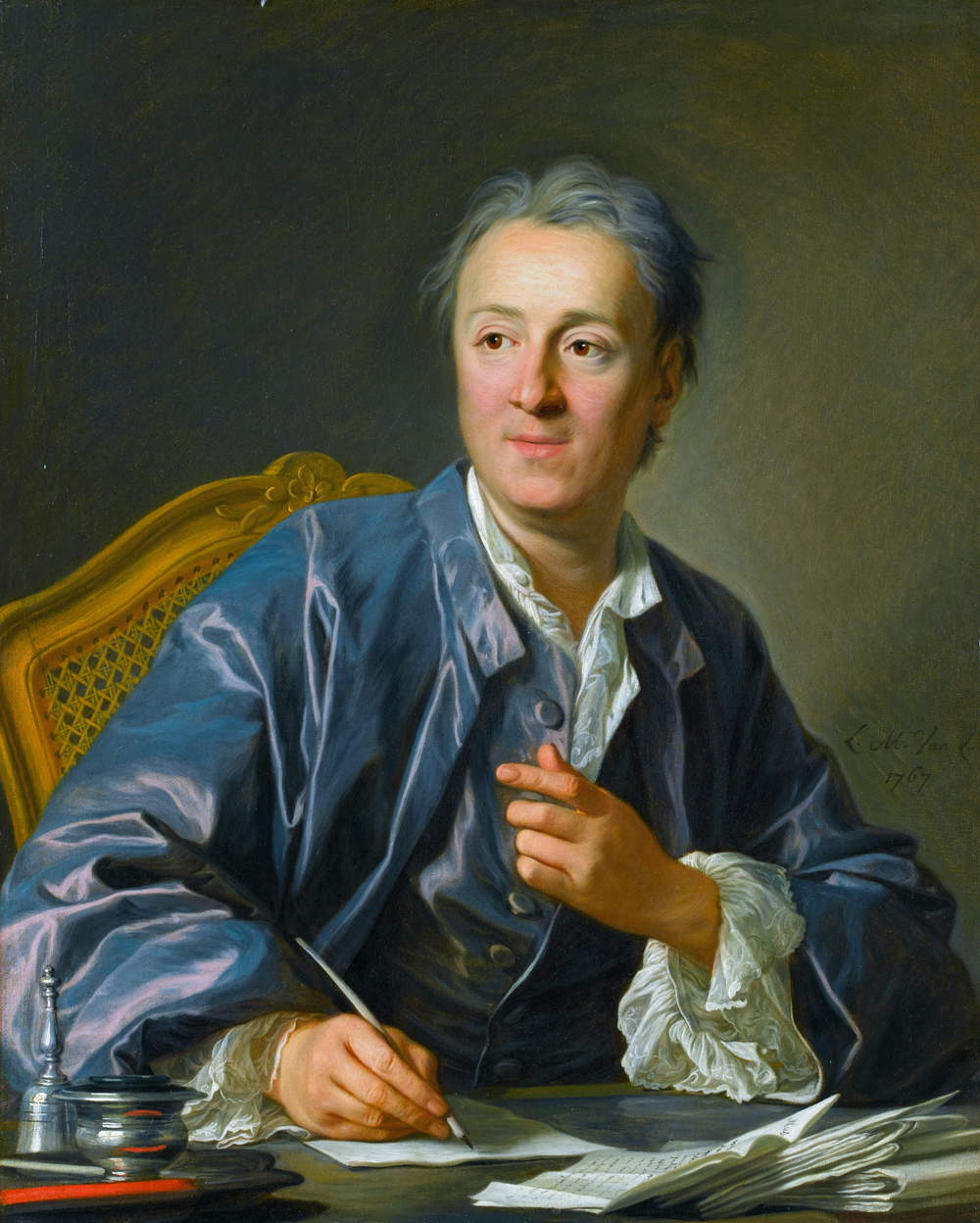
Porträt von Denis Diderot, 1767.
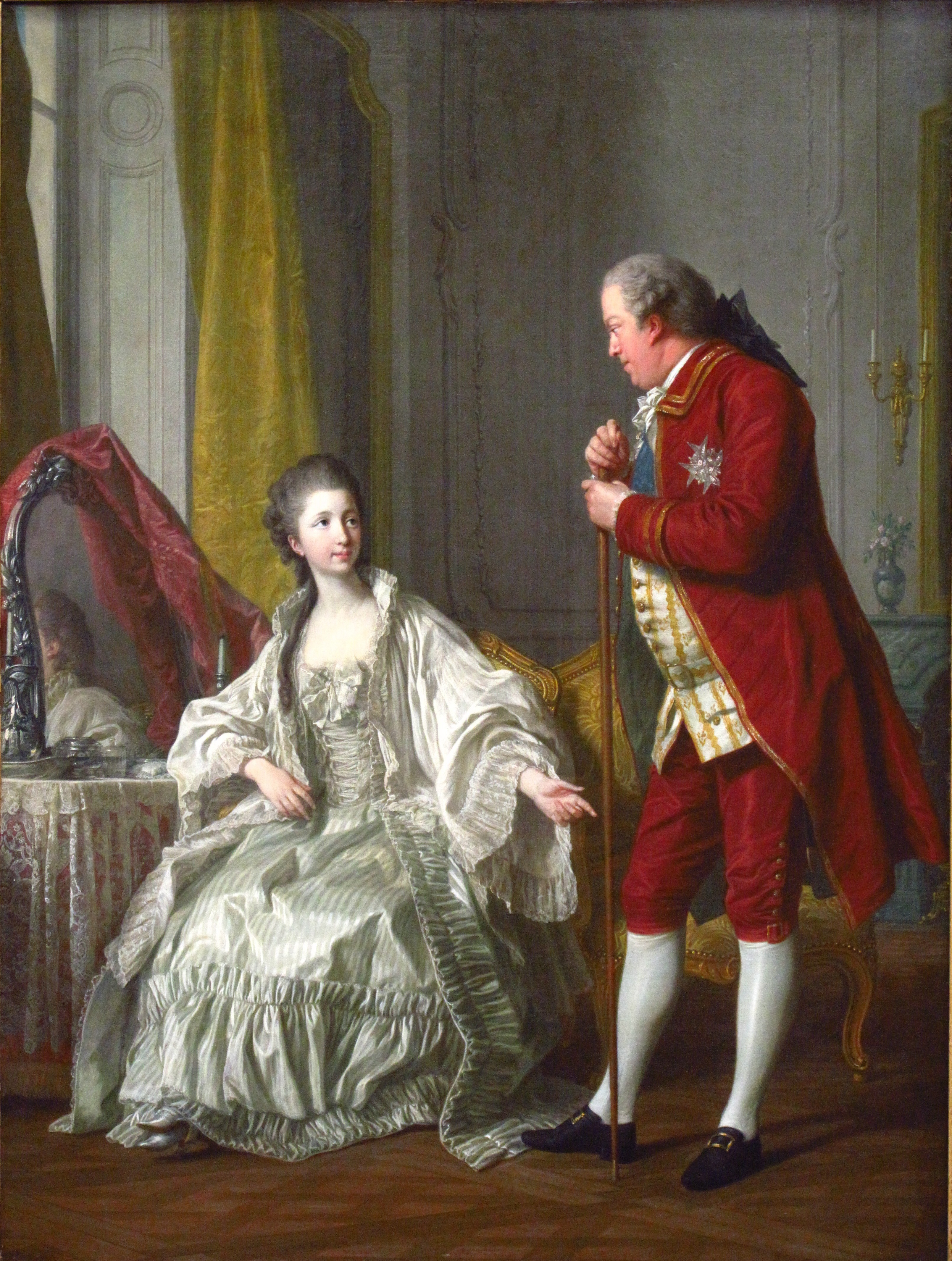
Der Marquis de Marigny und seine Frau (1769)